# Strijkparels

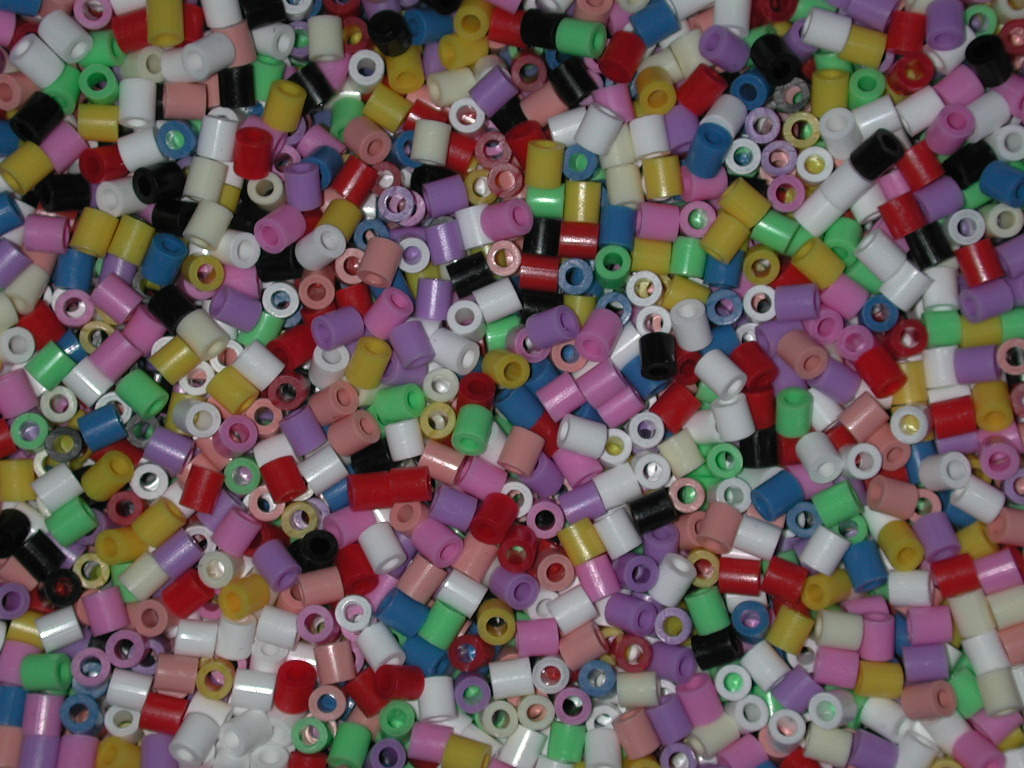
Strijkparels

Strijkparels of strijkkralen zijn plastic ringetjes die op een pinnetjesbord gerangschikt worden tot ze een figuur vormen. Er kan aan de hand van een patronenboekje gewerkt worden of door de eigen creativiteit te gebruiken. Wanneer alle kralen op het bordje geplaatst zijn, kan er strijkpapier (of bakpapier) opgelegd worden. Nadien kan met een strijkijzer de bekomen figuur vastgelegd worden door de kralen te laten versmelten.
Vervolgens kan het werk van het pinnetjesbord afgehaald. Dat bord kan steeds opnieuw gebruikt worden.
Er bestaan ook extra grote strijkparels die voor jongere kinderen geschikt zijn.

## Trivia
Het oude wereldrecord strijkparels maken werd gevestigd in Stockholm, Zweden op 16 december 2015. Er werd maar liefst een mozaïek van 40,13 m² gemaakt, hiervoor werden 1 618 200 strijkparels gebruikt.
Dit record is verbroken op 20 augustus in Guadalajara, Mexico met een mozaïek van 81,55 m².

## Voorbeelden

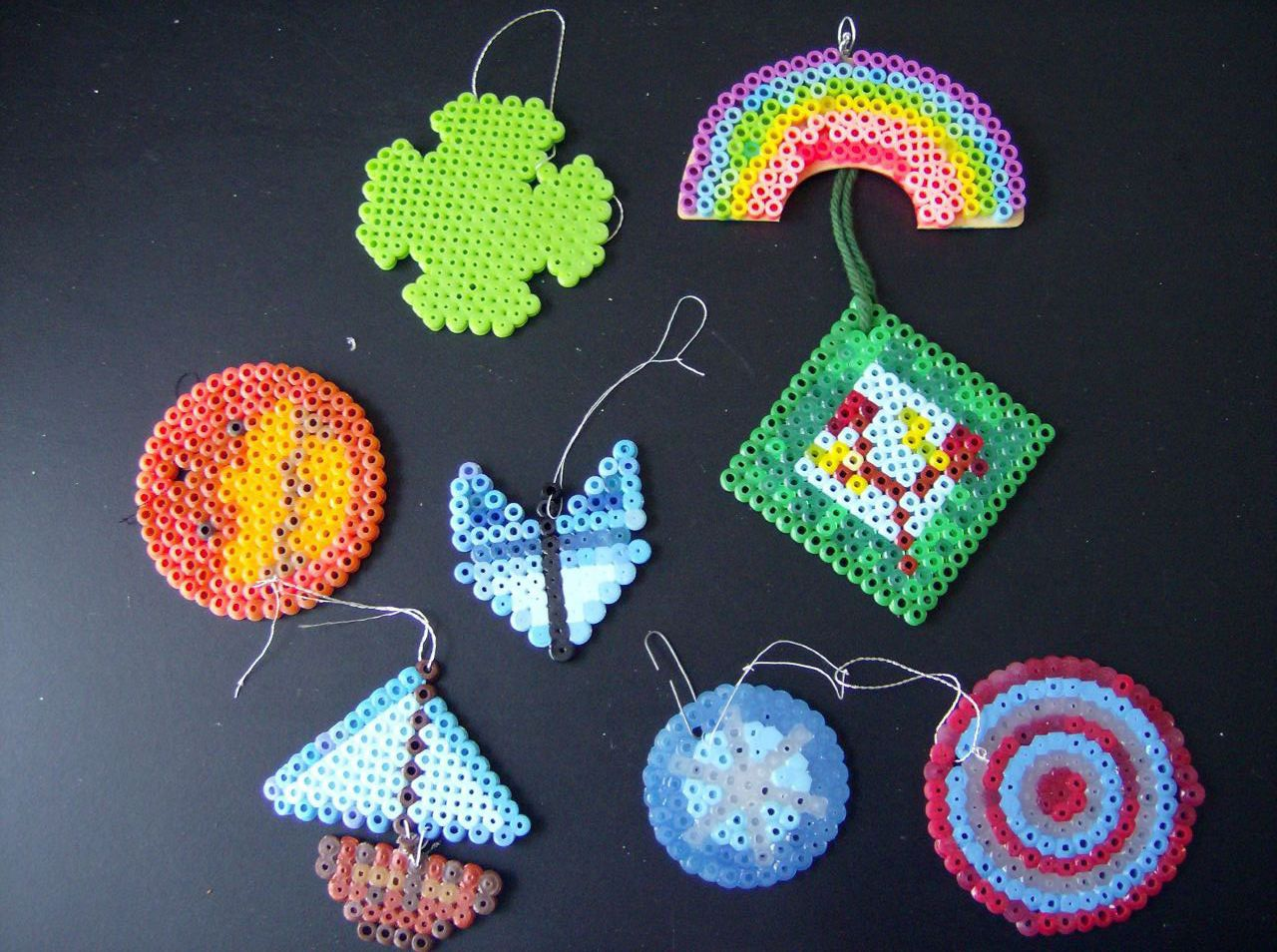
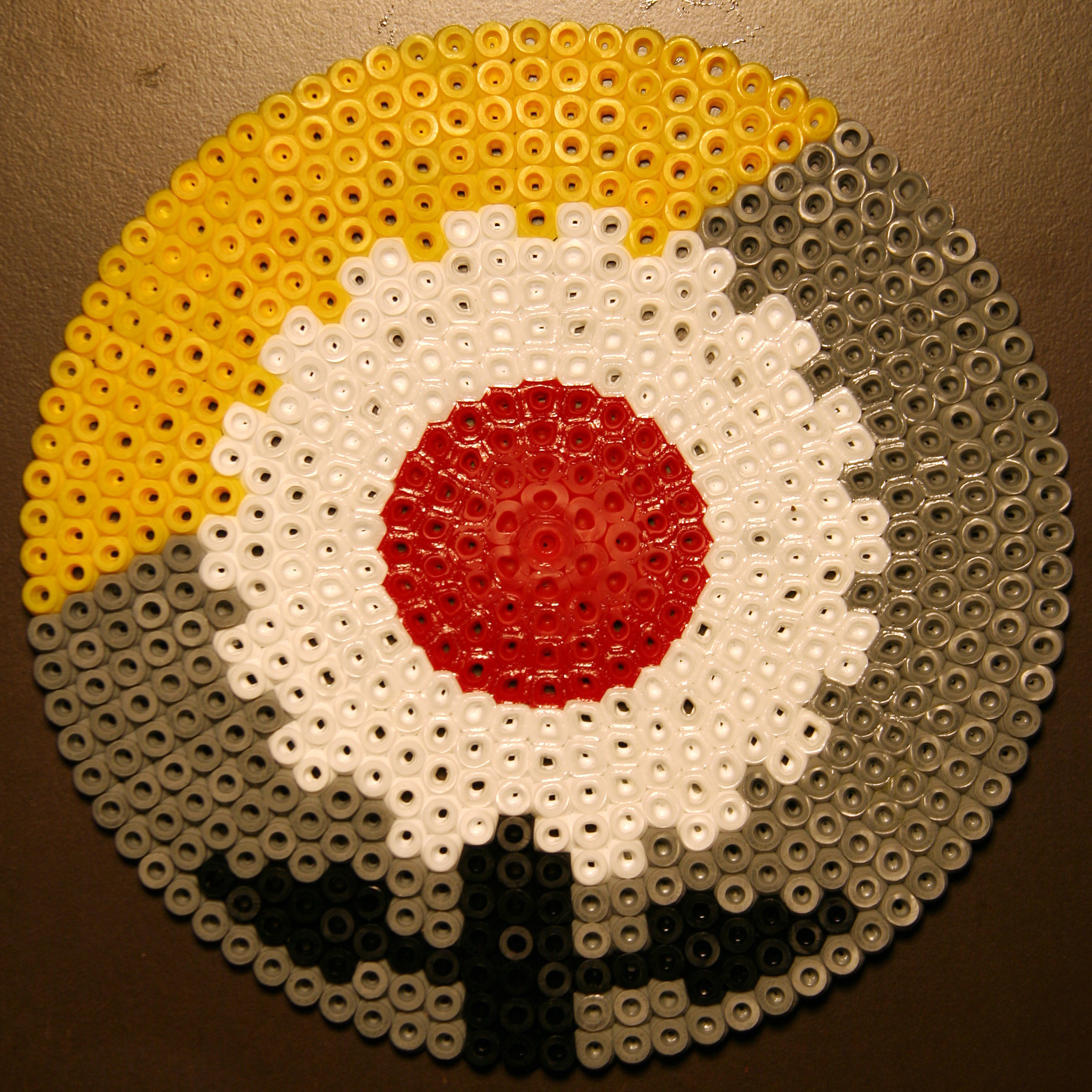
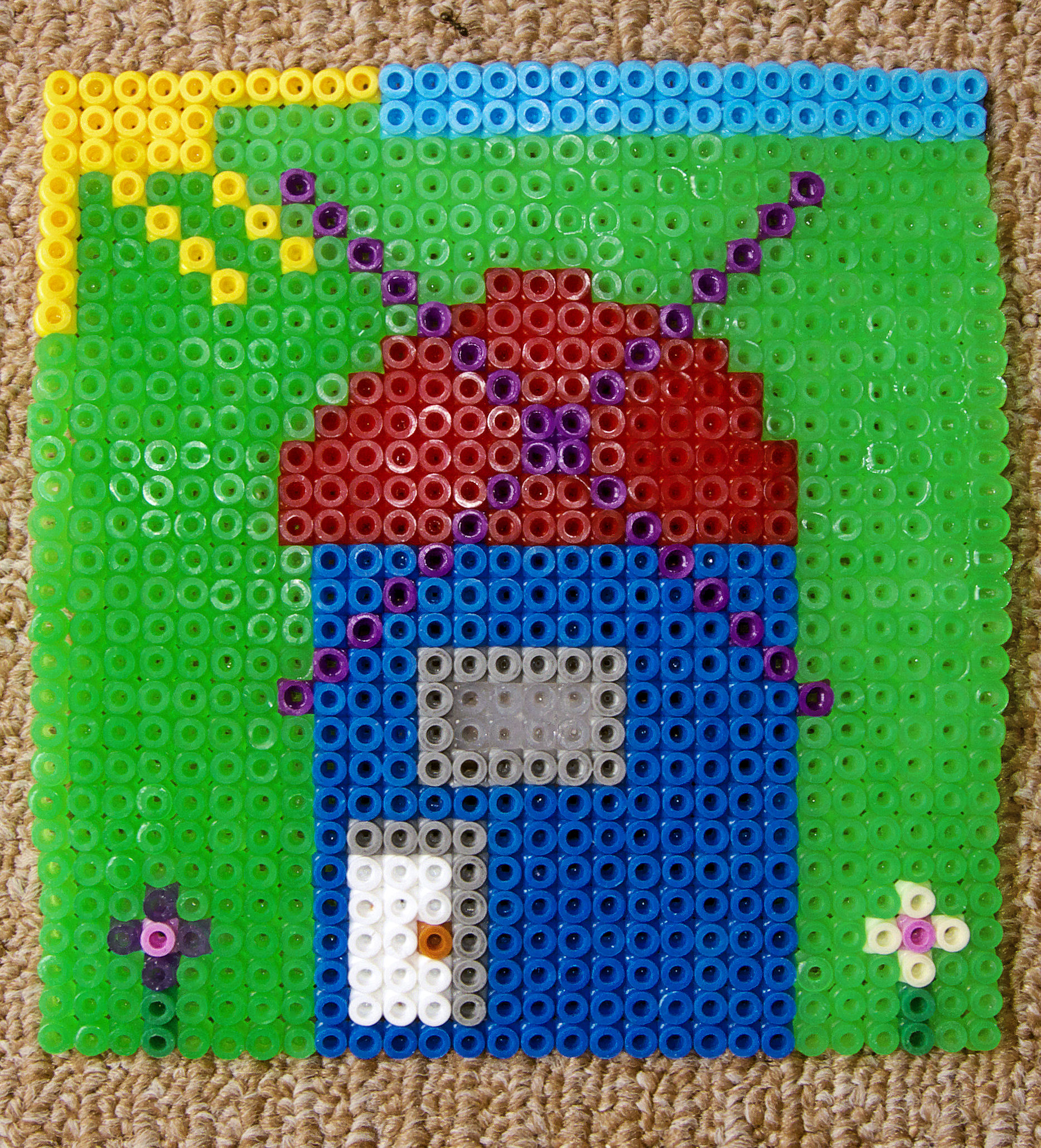